# Krzysztof Bielawski (filolog)
Krzysztof Bielawski (ur. 20 kwietnia 1969 w Bydgoszczy) – polski filolog, doktor habilitowany, wykładowca Uniwersytetu Jagiellońskiego, tłumacz, znawca patrologii, współzałożyciel Wydawnictwa Homini.

## Życiorys
Ukończył VI Liceum Ogólnokształcące w Bydgoszczy, a następnie filologię na Uniwersytecie Jagiellońskim oraz studia teologiczne na Papieskiej Akademii Teologicznej w Krakowie. Doktoryzował się w 2002 na podstawie rozprawy „Rytualno-kultowe elementy leksykalne w greckim dramacie V wieku p.n.e.”. Stopień doktora habilitowanego otrzymał w listopadzie 2013.
Od 1996 do 2010 był redaktorem naczelnym krakowskiego Wydawnictwa Homini. Obecnie pracuje jako adiunkt w Instytucie Filologii Klasycznej UJ. Wykłada również na Wydziale Polonistyki UJ, w Akademii Sztuk Teatralnych im. Stanisława Wyspiańskiego w Krakowie i w Europejskim Ośrodku Praktyk Teatralnych Gardzienice.
Prowadzi badania nad antycznymi fragmentami muzycznymi oraz związkami tragedii z teologią.

## Publikacje
- Terminy rytualno-kultowe w tragedii greckiej okresu klasycznego, Polska Akademia Umiejętności, Kraków 2004, ss. 218.
- Ścieżki wolności. Z Tadeuszem Bartosiem rozmawia Krzysztof Bielawski, Kraków 2007.
- Teksty poetyckie greckich fragmentów muzycznych. Komentarz filologiczny, Kraków 2012.
- Ani święty, ani spokój. Sylwy religijne: antyk – chrześcijaństwo, Kraków 2013.

### Redakcja
- Modlitwa Pańska. Komentarze Łacińskich Ojców Kościoła IV-V wieku, redakcja, wprowadzenia, przekłady i opracowanie tekstu, bibliografa, Kraków 1994 (wydanie drugie 1995, wydanie trzecie 2004), ss. 168.
- Modlitwa Pańska. Komentarze Greckich Ojców Kościoła IV-V wieku, redakcja, wprowadzenia, przekłady i opracowanie tekstu, bibliografia, Kraków 1995, ss. 217 (wydanie drugie 2004).
- Jerzy Vetulani, Mózg: fascynacje, problemy, tajemnice; redakcja Krzysztof Bielawski, Kraków 2011.

## Nagrody
- Nagroda indywidualna Rektora UJ III stopnia (2005)
- Nagroda zespołowa Rektora UJ II stopnia (2007)
- Nagroda „Literatury na świecie" w kategorii inicjatyw wydawniczych za serię monografii humanistycznych (2008)
- Brązowy Medal „Zasłużony Kulturze Gloria Artis” (2009)[3]
- Nagroda indywidualna Rektora UJ II stopnia (2013)